# 絲鰭小褐鱈
絲鰭小褐鱈，為輻鰭魚綱鱈形目稚鱈科的其中一種，分布於中太平洋東部下加利福尼亞至巴拿馬海域，為熱帶海水魚，深度18-1272公尺，體長可達26公分，棲息在底層水域，生活習性不明。

## 扩展阅读
維基物種上的相關：絲鰭小褐鱈